# Parusta thelxinoe
Parusta thelxinoe är en fjärilsart som beskrevs av Fawcett 1915. Parusta thelxinoe ingår i släktet Parusta och familjen påfågelsspinnare. Inga underarter finns listade i Catalogue of Life.